# Nolana tocopillensis
Nolana tocopillensis är en potatisväxtart som först beskrevs av Ivan Murray Johnston, och fick sitt nu gällande namn av Ivan Murray Johnston. Nolana tocopillensis ingår i släktet cymbalblommor, och familjen potatisväxter. Inga underarter finns listade i Catalogue of Life.